# シュコダ27T
シュコダ27Tは、中国の鉄道車両メーカーである中国中車青島四方機車車輛が、チェコのシュコダ・トランスポーテーションとのライセンス契約の元で製造する路面電車車両。連接式の超低床電車で、水素燃料を用いた非電化区間の走行も可能である。
この項目では、青島四方機車車輛が製造したその他の超低床路面電車車両についても解説する。

## 概要
2013年、チェコの鉄道車両メーカーであるシュコダ・トランスポーテーションは、同社がプラハ市電を始めとした各都市の路面電車に向けて展開する超低床電車のシュコダ15T（フォアシティ・アルファ）のライセンスや従業員の技術支援等に関する10年間の契約を、中国の青島四方機車車輛股份有限公司（現：中国中車青島四方機車車輛）との間に締結した。これを受け、青島四方機車車輛は翌2014年にシュコダ側から提供された部品を用いて15Tの同型車両を試作し、その後の試験結果を基に2015年に発表したのが、改良型となる27Tである。
15Tと同様に永久磁石同期電動機が搭載されている動力台車を用いた3車体連接車で、回転軸を有する構造となっているため曲線走行時の騒音や台車・レールの摩耗を抑える事が出来る。一方、車体構造を始め、15Tとは以下の点が異なっている。
- 車体構造 - 中国各地の路面電車での使用条件を考慮し運転台は両側に設置されており、乗降扉も各車体の両側に2箇所配置されている。これに伴い全長は35,200 mmとなった他、車体幅が2,650 mmに拡大している一方、車内の天井までの高さは2,225 mmに減少している[1][2][3]。
- 車体デザイン - 車体形状は15Tから大幅に変更され、青島四方機車車輛側が手掛けた独自のデザインや塗装が採用されている[1]。
- 水素燃料電池 - 都市景観保護を始めとした理由で架線が設置されていない非電化区間（架線レス区間）に対応するため、車両には主電動機を稼働させるため、カナダのバラード・パワー・システムズとライセンス契約を結んだ上で青島四方機車車輛が生産した、水素燃料電池や大容量のチタン酸リチウム二次電池を含んだ充電ユニット「FCvecoCity」を設置する事が可能である。車内には140 lの水素を貯蔵可能なタンクが6台搭載され、約3分で充電を完了した後は最大100 kmまで走行する事が出来る[3][4][6][7][8]。
- その他 - プラハ市電向けの15Tの初期車には車内に冷房が搭載されてなかった一方、27Tは全車とも製造当初から冷暖房双方に対応した空調装置が完備されている[9][10]。

## 運用

### 青島

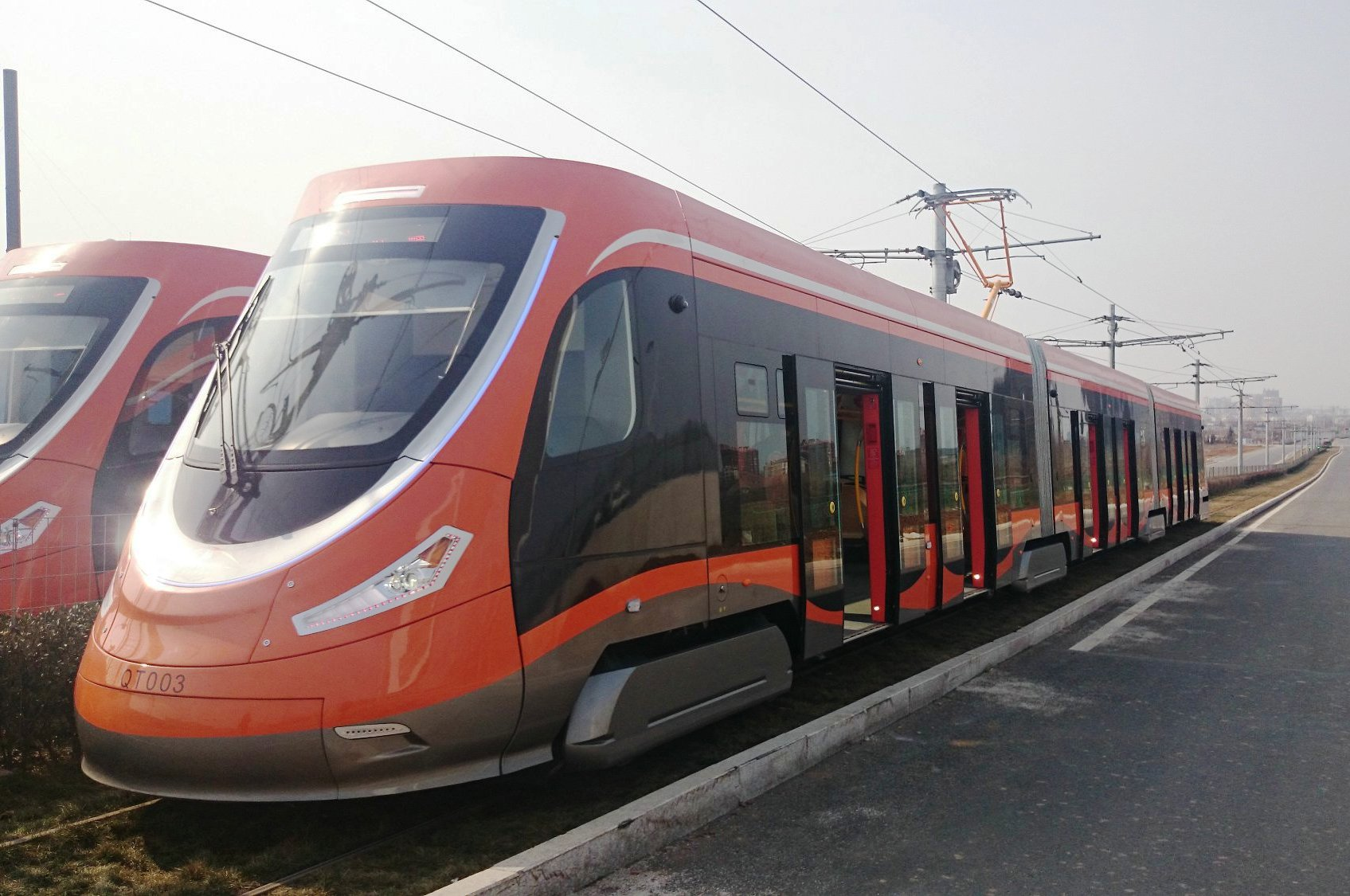
27T（青島）

2016年3月5日に開通した青島市の路面電車である青島有軌電車には、試作車も含めた3車体連接車7両が導入されている。直流750 Vで電化された一部区間を除いて架線レスとなっているため、車両には水素燃料を用いた充電ユニットが搭載されている。導入された車両のうち、最初の2両はシュコダ・トランスポーテーションが製造した15Tの同型台車が用いられた一方、それ以降の5両の台車は青島四方機車車輛によって製造されている他、車体塗装は白を基調としたものとオレンジ色を基調としたものの2種類が存在する。

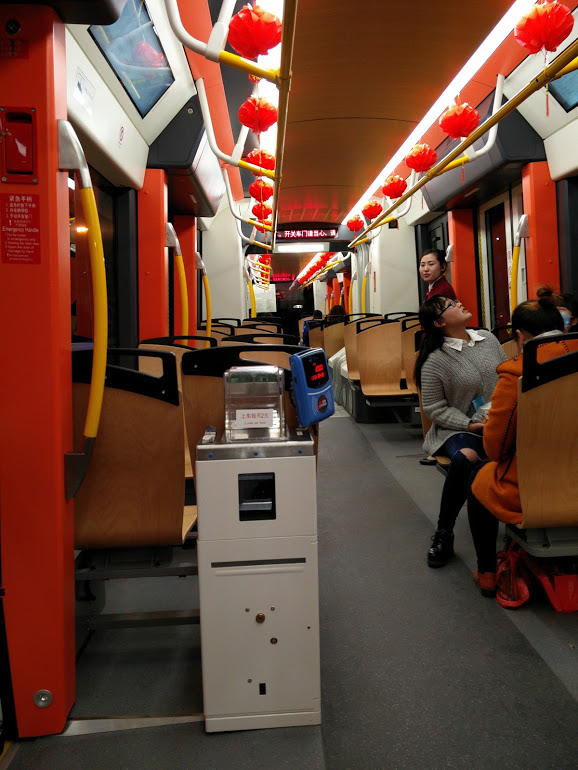
車内（青島）
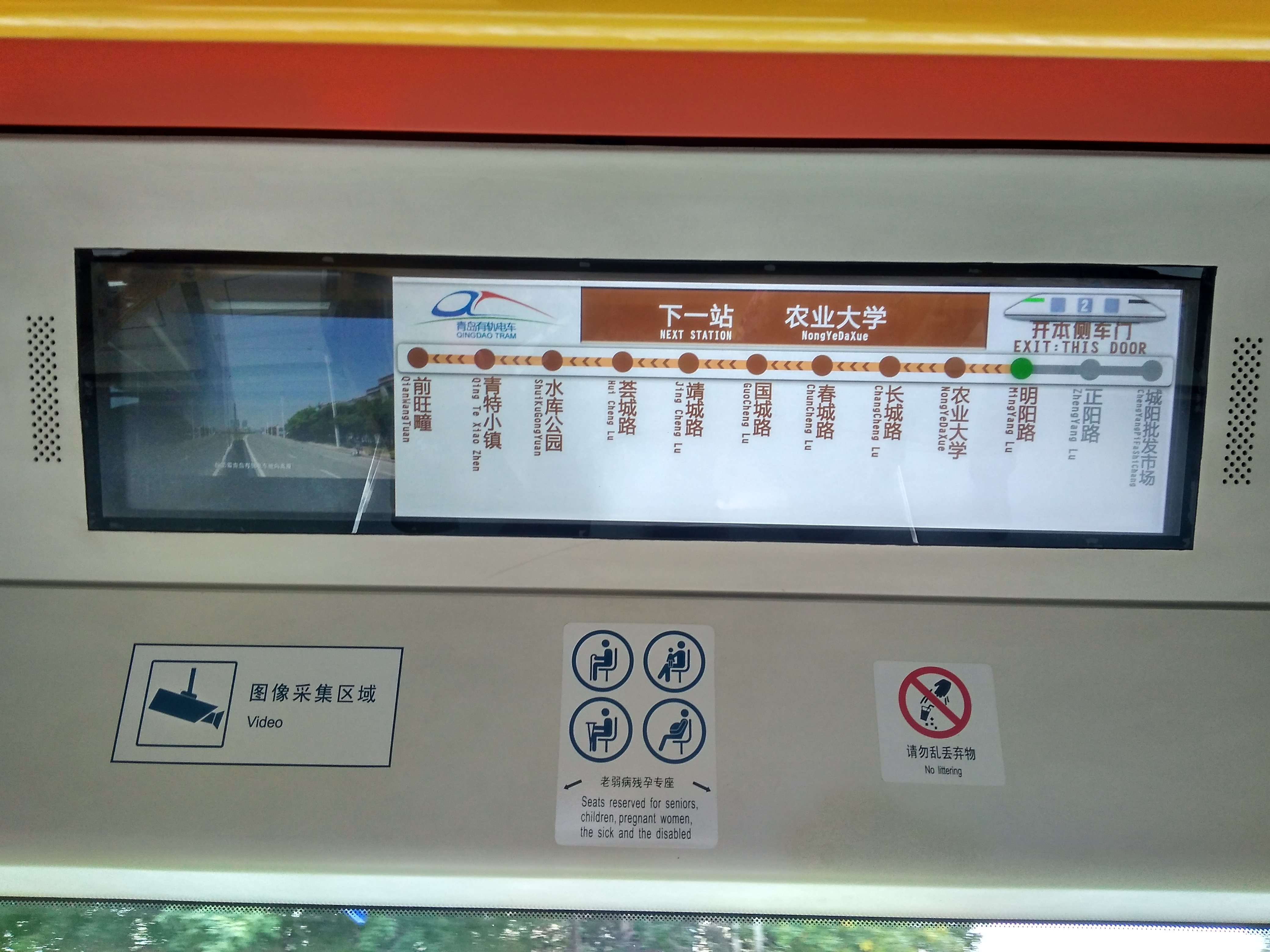
車内案内表示装置（青島）

### 仏山

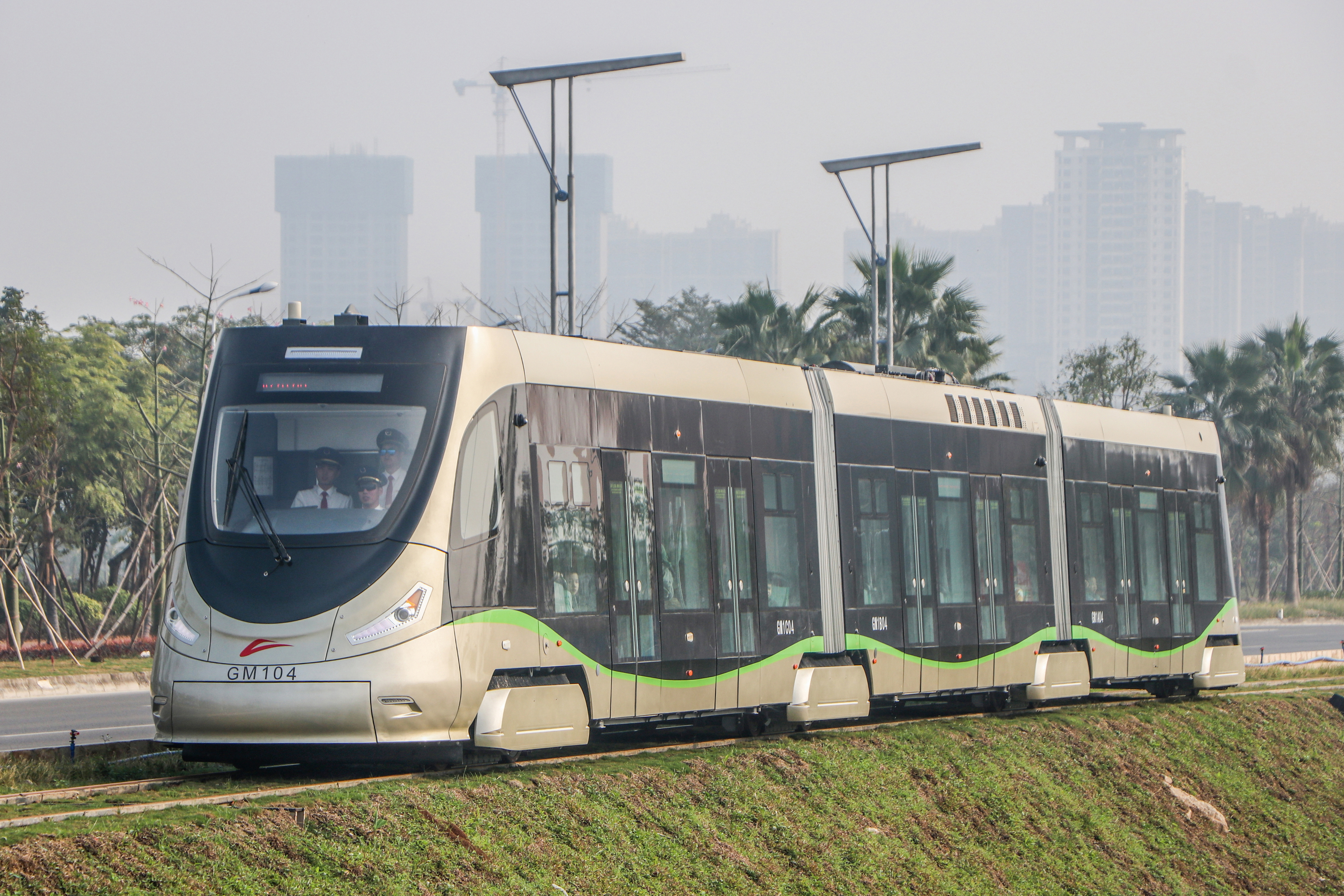
仏山向け車両（仏山有軌電車）

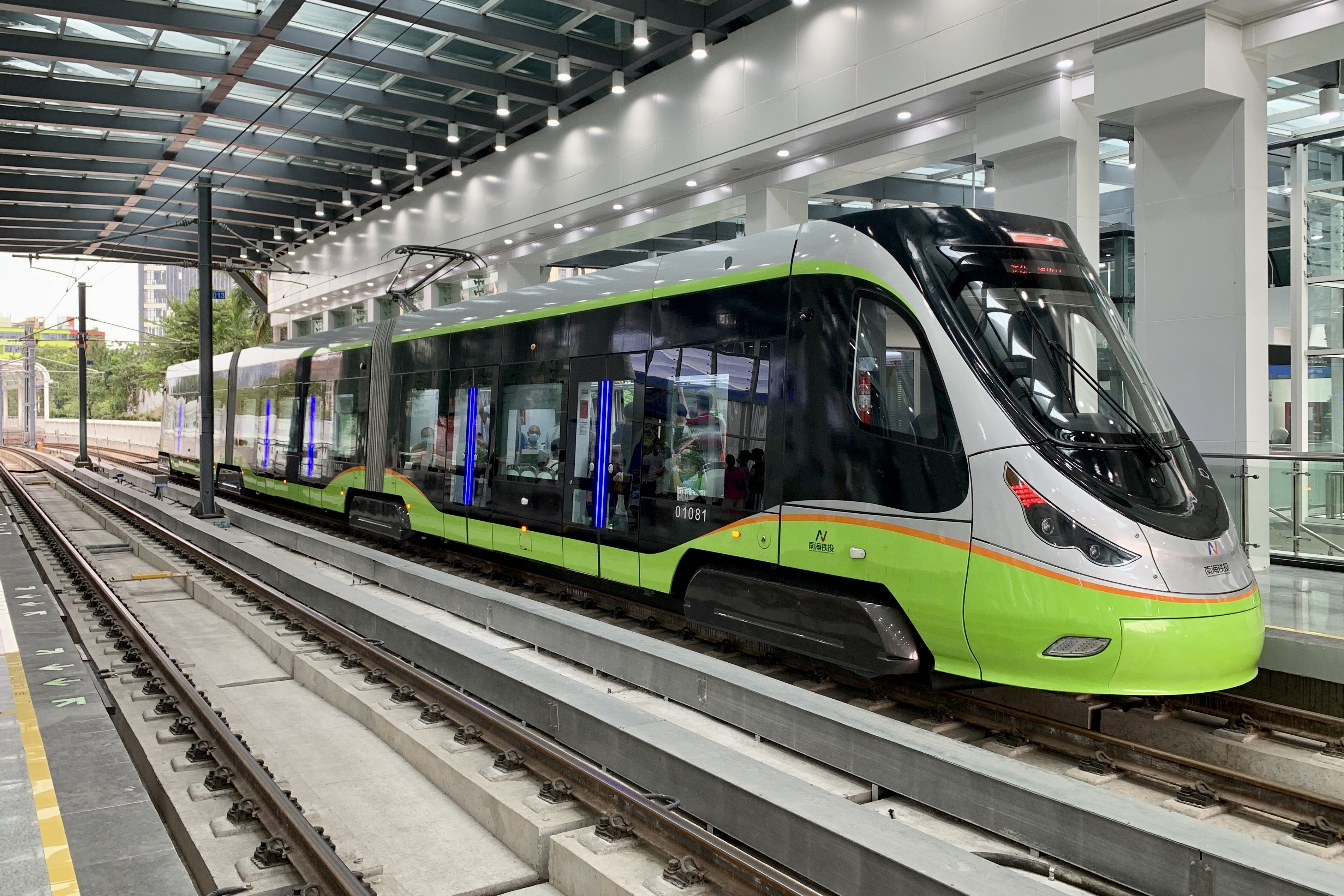
仏山向け車両（南海有軌電車）

2017年3月、青島四方機車車輛は広東省仏山市の路面電車である仏山有軌電車の開通に向けて3車体連接車を製造する事を発表した。そのうち第一期路線となる高明区の高明区現代有軌電車には8両が導入されており、2019年12月から営業運転を開始している。水素エネルギーを用いた環境に優しい都市を目指す仏山市の方針に合わせて路線は全線非電化（架線レス）となっており、車両は水素燃料を用いた充電ユニットを用いて稼働する。
一方、2021年8月には仏山市南海区に新たなライトレールとして南海有軌電車が開通しており、こちらには架線集電方式を用いた車両が16両導入されている。

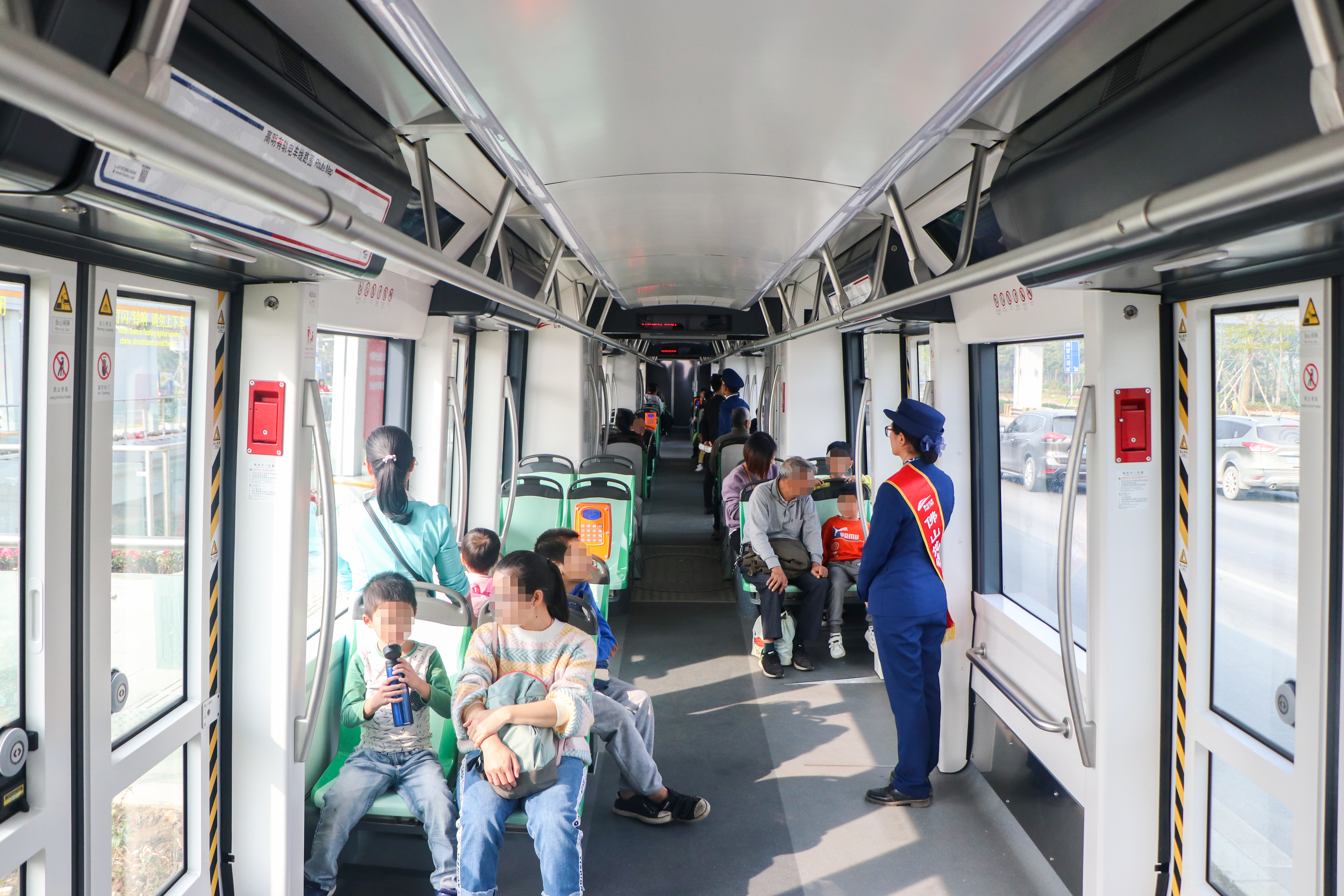
車内（仏山有軌電車）
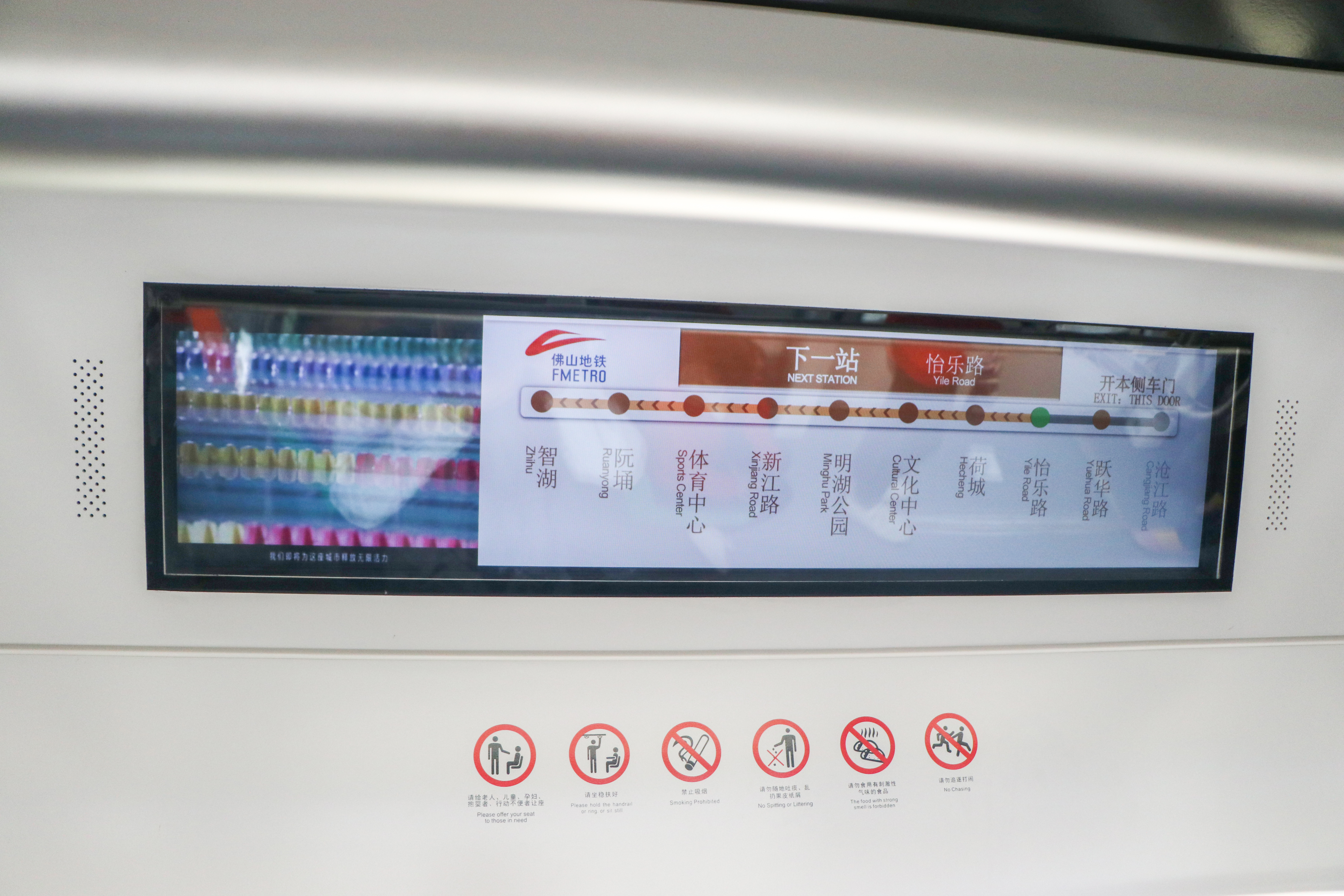
車内案内表示装置（仏山有軌電車）

### デリンハ
青海省の海西モンゴル族チベット族自治州の州都であるデリンハ市には全長14.4 kmの路面電車が開通する事になっているが、それに向けて青島四方機車車輛が開発された車両が2018年に公開されている。青島市や仏山市に導入された車両と異なり、2車体連接車で乗降扉も1車体に中央1箇所づつ設置されており、定員数は168人である。海抜3,000 m近くの高地で使用されることを考慮し、電気回路に特別な設計が用いられている他、車体の材料も低温や紫外線への耐性を向上させたものが使用されている。モンゴル語で「黄金の世界」を意味する市の地名にちなんだ総合デザインの一環として、塗装は黄色を基調としたものが用いられる。全区間とも架線レス区間として運用されるため、車両にはスーパーキャパシタやチタン酸リチウム二次電池が搭載されている。2020年から試運転が開始されたものの、2024年5月時点で営業運転開始には至っていない。